# Біль у горлі
Біль у горлі — біль або подразнення, що виникає у горлі. Біль у горлі, як правило, спричинений вірусною або бактеріальною інфекцією стрептокока групи А. Іншими причинами болю у горлі є фарингіт (запалення горла), тонзиліт (запалення мигдалин) або зневоднення, що призводить до пересихання горла. Біль у горлі також може бути наслідком травми. Найчастіше болі у горлі викликані вірусом, для якого антибіотики не є ефективними. Дослідження свідчать про сильний зв'язок між зловживанням антибіотиками при болі у горлі та резистентністю до антибіотиків.
При болі у горлі, спричиненому бактеріями, лікування антибіотиками може допомогти людині швидше покращити самопочуття, зменшити ризик поширення бактеріальної інфекції, запобігти ретрофарингеальним абсцесам і ангіні та зменшити ризик інших ускладнень, таких як ревматична гарячка та ревматичні вади серця. У більшості розвинених країн постстрептококові захворювання стали виникати набагато рідше. Через це основна увага приділяється ініціативам щодо підвищення обізнаності та громадського здоров'я, спрямованих на мінімізацію використання антибіотиків при вірусних інфекціях.
Приблизно 35 % дитячих болів у горлі та 5-25 % дорослих болів у горлі викликані бактеріальною інфекцією стрептокока групи А. Припускають, що біль у горлі, що викликаний не стрептококом групи А, спричинений вірусною інфекцією. Біль у горлі є поширеною причиною відвідування лікарів первинної медичної допомоги та основною причиною призначення антибіотиків лікарями первинної медичної допомоги, такими як сімейні лікарі. У Сполучених Штатах близько 1 % усіх відвідувань лікарняного відділення невідкладної допомоги, лікарського кабінету, медичних клінік та амбулаторій припадає на біль у горлі (понад 7 мільйонів відвідувань дорослих та 7 мільйонів відвідувань дітей на рік).

## Визначення
Болем у горлі називають біль, що відчувається не у якійсь окремо взятій частині горла, а у будь-якому місці горла.

## Діагностика
Найбільш частою причиною болю у горлі (80 %) є гострий вірусний фарингіт, вірусна інфекція горла. Іншими причинами є інші бактеріальні інфекції (такі як стрептокок групи А або стрептококовий фарингіт), травми та пухлини. Гастроезофагеальна рефлюксна хвороба може призвести до того, що шлунковий сік потрапляє в горло, що також спричиняє біль у горлі. У дітей стрептококовий фарингіт є причиною болю у горлі у 35-37 % випадків.
Симптоми вірусної інфекції та бактеріальної інфекції можуть бути дуже схожими. Деякі клінічні настанови передбачають встановлення причини болю у горлі до призначення антибіотикотерапії, і рекомендують антибіотики лише дітям, які мають високий ризик негнійних ускладнень. Стрептококову інфекцію групи А можна діагностувати за допомогою посіву горла або швидкого тесту. Для проведення посіву горла зразок із горла (отриманий мазком) культивують (вирощують) в чашці Петрі з кров'яним агаром для підтвердження присутності стрептокока групи А. Посіви горла ефективні для людей з низьким вмістом бактерій (висока чутливість), однак отримання результатів посівів горла зазвичай займає близько 48 годин.
Клініцисти також часто приймають рішення про лікування, спираючись лише на ознаки та симптоми людини. У США приблизно 2/3 дорослих та половину дітей із болем у горлі діагностують спираючись на симптоми і не тестують на наявність стрептокока групи А для підтвердження бактеріальної інфекції.
Швидкі тести на виявлення стрептокока групи А (бактерій) дають позитивний чи негативний результат, який, як правило, базується на зміні кольору на тест-смужці, що містить мазок із горла (зразок). Тест-смужки виявляють вуглевод клітинної стінки, який є специфічним для стрептокока групи А, за допомогою імунологічної реакції. Швидке тестування можна провести в кабінеті лікарів, і, як правило, потрібно 5-10 хвилин, щоб тест-смужка показала результат. Специфічність для більшості швидких тестів становить приблизно 95 %, однак чутливість становить близько 85 %. Використання швидкого тестування було пов'язане із загальним зменшенням призначення антибіотиків.
Для підтримки клінічних рішень (ухвалення рішень) також були розроблені численні клінічні бальні системи. Запропоновані системи підрахунку балів включають критерії Centor, McIsaac's, і feverPAIN. Клінічна бальна система часто використовується поряд із швидким тестом. Системи підрахунку балів використовують спостережувані ознаки та симптоми, щоб визначити ймовірність бактеріальної інфекції.

## Лікування
Знеболювальні, такі як нестероїдні протизапальні препарати та парацетамол (ацетамінофен), допомагають в лікуванні болю. Застосування кортикостероїдів, схоже, збільшує ймовірність одужання та зменшує рівень болю. Антибіотики скорочують тривалість больових симптомів в середньому приблизно на одну добу. Невідомо, чи ефективні антибіотики для запобігання повторному болю у горлі.
Існує казка старих дружин, згідно з якою гарячий напій може допомогти при застуді та симптомах грипу, включаючи біль у горлі, але є лише обмежені докази, що підтверджують цю думку. Якщо біль у горлі не пов'язаний із застудою та спричинений, наприклад, тонзилітом, корисним може бути холодний напій. Для заспокоєння болю у горлі часто радять їсти заморожені десерти (морозиво, заморожені соки) або пити холодні напої.
Існують також інші ліки, такі як льодяники для горла, які можуть допомогти людям полегшити біль у горлі.
Без активного лікування симптоми зазвичай тривають від двох до семи днів.

## Статистика
У США щороку відбувається близько 2,4 мільйона відвідувань відділень екстреної допомоги зі скаргами на біль у горлі.